# 廢除監獄運動
废除监狱运动是社會上的一群团体和社會運動家组成的運動，他们致力于减少或消除監獄和监狱系统，并以不注重惩罚方式的系统来代替它们。 废奴运动不同于常规的监狱改革，后者是试图改善监狱内部条件。 